# Copa América 1995
Die Copa América 1995 war die 37. Ausspielung der südamerikanischen Kontinentalmeisterschaft im Fußball und fand vom 5. Juli bis 23. Juli zum siebten Mal in Uruguay statt. Wie beim letzten Turnier 1993 nahmen wieder zwei nicht südamerikanische Gastmannschaften teil. Erneut waren dies Mexiko und die USA.
Am Austragungsmodus änderte sich nichts. Gespielt wurde in einer Kombination aus Gruppenphase und anschließender K.-o.-Runde. Die Gruppenphase wurde in drei Gruppen zu je vier Mannschaften gespielt. Das Viertelfinale erreichten die beiden besten Mannschaften jeder Gruppe sowie die zwei besten Drittplatzierten. Erstmals galt auch bei der Copa America die 3-Punkte-Regel. Bei Punktgleichheit entschied das Torverhältnis. In der Finalrunde gab es bei unentschiedenem Spielstand nach 90 Minuten keine Verlängerung, sondern gleich ein Elfmeterschießen. Titelverteidiger Argentinien musste wie gehabt bereits in der Gruppenphase antreten. In den Gruppen B und C wurden die Spiele sowie zwei Partien des Viertelfinales im Rahmen von Doppelveranstaltungen jeweils an einem Tag im gleichen Stadion ausgetragen.
Uruguay konnte ungeschlagen seinen insgesamt 14. Titel bei der Copa América feiern und zog damit wieder mit Rekordhalter Argentinien gleich. Durch den Gewinn der Copa América war Uruguay als Vertreter Südamerikas für den FIFA-Konföderationen-Pokal 1997 qualifiziert.

## Spielorte
| Montevideo |

| Maldonado |

| Paysandú |

| Rivera |

| Montevideo |

| Maldonado |

| Paysandú |

| Rivera |

## Gruppenphase

### Gruppe A
| Pl. | Land      | Sp. | S | U | N | Tore    | Diff. | Punkte |
| --- | --------- | --- | - | - | - | ------- | ----- | ------ |
| 1.  | Uruguay   | 3   | 2 | 1 | 0 | 006:200 | +4    | 07     |
| 2.  | Paraguay  | 3   | 2 | 0 | 1 | 005:400 | +1    | 06     |
| 3.  | Mexiko    | 3   | 1 | 1 | 1 | 005:400 | +1    | 04     |
| 4.  | Venezuela | 3   | 0 | 0 | 3 | 004:100 | −6    | 0      |

|                                                       |   |           |           |
| 5. Juli 1995 in Montevideo (Estadio Centenario)       |   |           |           |
| Uruguay                                               | – | Venezuela | 4:1 (1:0) |
| 6. Juli 1995 in Maldonado (Estadio Domingo Burgueño)  |   |           |           |
| Paraguay                                              | – | Mexiko    | 2:1 (0:1) |
| 9. Juli 1995 in Montevideo (Estadio Centenario)       |   |           |           |
| Uruguay                                               | – | Paraguay  | 1:0 (1:0) |
| 9. Juli 1995 in Maldonado (Estadio Domingo Burgueño)  |   |           |           |
| Mexiko                                                | – | Venezuela | 3:1 (1:0) |
| 23. Juli 1995 in Maldonado (Estadio Domingo Burgueño) |   |           |           |
| Paraguay                                              | – | Venezuela | 3:2 (1:1) |
| 23. Juli 1995 in Montevideo (Estadio Centenario)      |   |           |           |
| Uruguay                                               | – | Mexiko    | 1:1 (0:0) |

### Gruppe B
| Pl. | Land      | Sp. | S | U | N | Tore    | Diff. | Punkte |
| --- | --------- | --- | - | - | - | ------- | ----- | ------ |
| 1.  | Brasilien | 3   | 3 | 0 | 0 | 006:000 | +6    | 09     |
| 2.  | Kolumbien | 3   | 1 | 1 | 1 | 002:400 | −2    | 04     |
| 3.  | Ecuador   | 3   | 1 | 0 | 2 | 002:300 | −1    | 03     |
| 4.  | Peru      | 3   | 0 | 1 | 2 | 002:500 | −3    | 01     |

|                                                        |   |           |           |
| 7. Juli 1995 in Rivera (Estadio Atilio Paiva Olivera)  |   |           |           |
| Kolumbien                                              | – | Peru      | 1:1 (0:0) |
| Brasilien                                              | – | Ecuador   | 1:0 (0:0) |
| 10. Juli 1995 in Rivera (Estadio Atilio Paiva Olivera) |   |           |           |
| Kolumbien                                              | – | Ecuador   | 1:0 (1:0) |
| Brasilien                                              | – | Peru      | 2:0 (0:0) |
| 13. Juli 1995 in Rivera (Estadio Atilio Paiva Olivera) |   |           |           |
| Ecuador                                                | – | Peru      | 2:1 (0:0) |
| Brasilien                                              | – | Kolumbien | 3:0 (1:0) |

### Gruppe C
| Pl. | Land        | Sp. | S | U | N | Tore    | Diff. | Punkte |
| --- | ----------- | --- | - | - | - | ------- | ----- | ------ |
| 1.  | USA         | 3   | 2 | 0 | 1 | 005:200 | +3    | 06     |
| 2.  | Argentinien | 3   | 2 | 0 | 1 | 006:400 | +2    | 06     |
| 3.  | Bolivien    | 3   | 1 | 1 | 1 | 004:400 | ±0    | 04     |
| 4.  | Chile       | 3   | 0 | 1 | 2 | 003:800 | −5    | 01     |

|                                                    |   |             |           |
| 8. Juli 1995 in Paysandú (Estadio Parque Artigas)  |   |             |           |
| USA                                                | – | Chile       | 2:1 (2:0) |
| Argentinien                                        | – | Bolivien    | 2:1 (0:0) |
| 11. Juli 1995 in Paysandú (Estadio Parque Artigas) |   |             |           |
| Bolivien                                           | – | USA         | 1:0 (1:0) |
| Argentinien                                        | – | Chile       | 4:0 (2:0) |
| 14. Juli 1995 in Paysandú (Estadio Parque Artigas) |   |             |           |
| Bolivien                                           | – | Chile       | 2:2 (0:0) |
| USA                                                | – | Argentinien | 3:0 (2:0) |

### Drittplatzierte
| Pl. | Land     | Sp. | S | U | N | Tore    | Diff. | Punkte |
| --- | -------- | --- | - | - | - | ------- | ----- | ------ |
| 1.  | Mexiko   | 3   | 1 | 1 | 1 | 005:400 | +1    | 04     |
| 2.  | Bolivien | 3   | 1 | 1 | 1 | 004:400 | ±0    | 04     |
| 3.  | Ecuador  | 3   | 1 | 0 | 2 | 002:300 | −1    | 03     |

## Viertelfinale
|                                                        |   |             |                      |
| 16. Juli 1995 in Montevideo (Estadio Centenario)       |   |             |                      |
| Kolumbien                                              | – | Paraguay    | 1:1 (0:1), 5:4 i. E. |
| 16. Juli 1995 in Montevideo (Estadio Centenario)       |   |             |                      |
| Uruguay                                                | – | Bolivien    | 2:1 (2:0)            |
| 17. Juli 1995 in Paysandú (Estadio Parque Artigas)     |   |             |                      |
| USA                                                    | – | Mexiko      | 0:0, 4:1 i. E.       |
| 17. Juli 1995 in Rivera (Estadio Atilio Paiva Olivera) |   |             |                      |
| Brasilien                                              | – | Argentinien | 2:2 (1:2), 4:2 i. E. |

## Halbfinale
|                                                       |   |           |           |
| 19. Juli 1995 in Montevideo (Estadio Centenario)      |   |           |           |
| Uruguay                                               | – | Kolumbien | 2:0 (0:0) |
| 20. Juli 1995 in Maldonado (Estadio Domingo Burgueño) |   |           |           |
| Brasilien                                             | – | USA       | 1:0 (1:0) |

## Spiel um Platz 3
|                                                       |   |     |           |
| 22. Juli 1995 in Maldonado (Estadio Domingo Burgueño) |   |     |           |
| Kolumbien                                             | – | USA | 4:1 (2:0) |

## Finale
|                                                  |   |           |                      |
| 23. Juli 1995 in Montevideo (Estadio Centenario) |   |           |                      |
| Uruguay                                          | – | Brasilien | 1:1 (0:1), 5:3 i. E. |

## Beste Torschützen
| Rang | Spieler             | Tore |
| ---- | ------------------- | ---- |
| 1    | Gabriel Batistuta   | 4    |
|      | Luis García Postigo | 4    |
| 2    | Abel Balbo          | 3    |
|      | Túlio               | 3    |
|      | Freddy Rincón       | 3    |
|      | Marcelo Otero       | 3    |
|      | Eric Wynalda        | 3    |